# 延暦儀式帳
延暦儀式帳（えんりゃくぎしきちょう）は、伊勢神宮の皇大神宮（内宮）に関する儀式書『皇太神宮儀式帳』と豊受大神宮（外宮）に関する儀式書『止由気宮儀式帳』（とゆけぐうぎしきちょう）を総称したもの。平安時代成立。現存する伊勢神宮関係の記録としては最古のもの。
両書は伊勢神宮を篤く崇敬していた桓武天皇の命により編纂が開始され、両社の禰宜や大内人らによって執筆された。皇大神宮と豊受大神宮から、神祇官を経由して太政官に提出され、804年（延暦23年）に成立した。伊勢神宮の内外宮の規模、年中恒例祭祀、遷宮などの臨時祭祀について記した書で、『延喜式』巻四「太神宮式」成立以前の神宮の旧儀や、記紀神話に見えない鎮座の経緯が詳述され、平安時代初期における伊勢神宮の諸儀式その他の事柄を知る上で貴重な資料となっている。

## 皇太神宮儀式帳
『皇太神宮儀式帳』は、皇太神宮（内宮）に関する儀式書で、1巻・23条からなる。804年（延暦23年）8月28日に、大宮司・大中臣真継、禰宜・荒木田公成、大内人・磯部小紲らによって神祇官に提出された。
その内容は、皇太神宮の年中行事の大綱、神々鎮座の伝承、宮域および殿舎の構造・様式、装束神宝の細目、遷宮行事、禰宜・神官の職掌、神郡・神戸・神田の管理経営、所管神社、三節祭の朝夕大御饌、御調･荷前（のさき）供奉、幣帛など。

## 止由気宮儀式帳
『止由気宮儀式帳』は、豊受大神宮（外宮）に関する儀式書で、1巻・9条からなる。804年（延暦23年）に禰宜五月麻呂らによって神祇官に提出された。
内容は、同宮の祭儀、殿舎、遷宮行事、鎮座由来、摂社、所管社、職員の分掌、朝夕大御饌行事など。なお、この書の帳尾には『皇大神宮儀式帳』には見られない「神祇官検」の印が見られる。